# Marko Maletić
Marko Maletić (Belgrado, 25 ottobre 1993) è un calciatore bosniaco, attaccante dell' Acireale Calcio.